# Wiechlina cebulkowata
Wiechlina cebulkowata (Poa bulbosa L.) – gatunek rośliny z rodziny wiechlinowatych. Występuje naturalnie w Europie, w afrykańskich krajach basenu Morza Śródziemnego, w zachodniej i środkowej Azji, na południu tego kontynentu sięgając do Nepalu i północno-zachodnich Indii. Zawleczony został na inne kontynenty obu półkul w strefie klimatu umiarkowanego. W Polsce roślina rozproszona na niżu.

## Morfologia

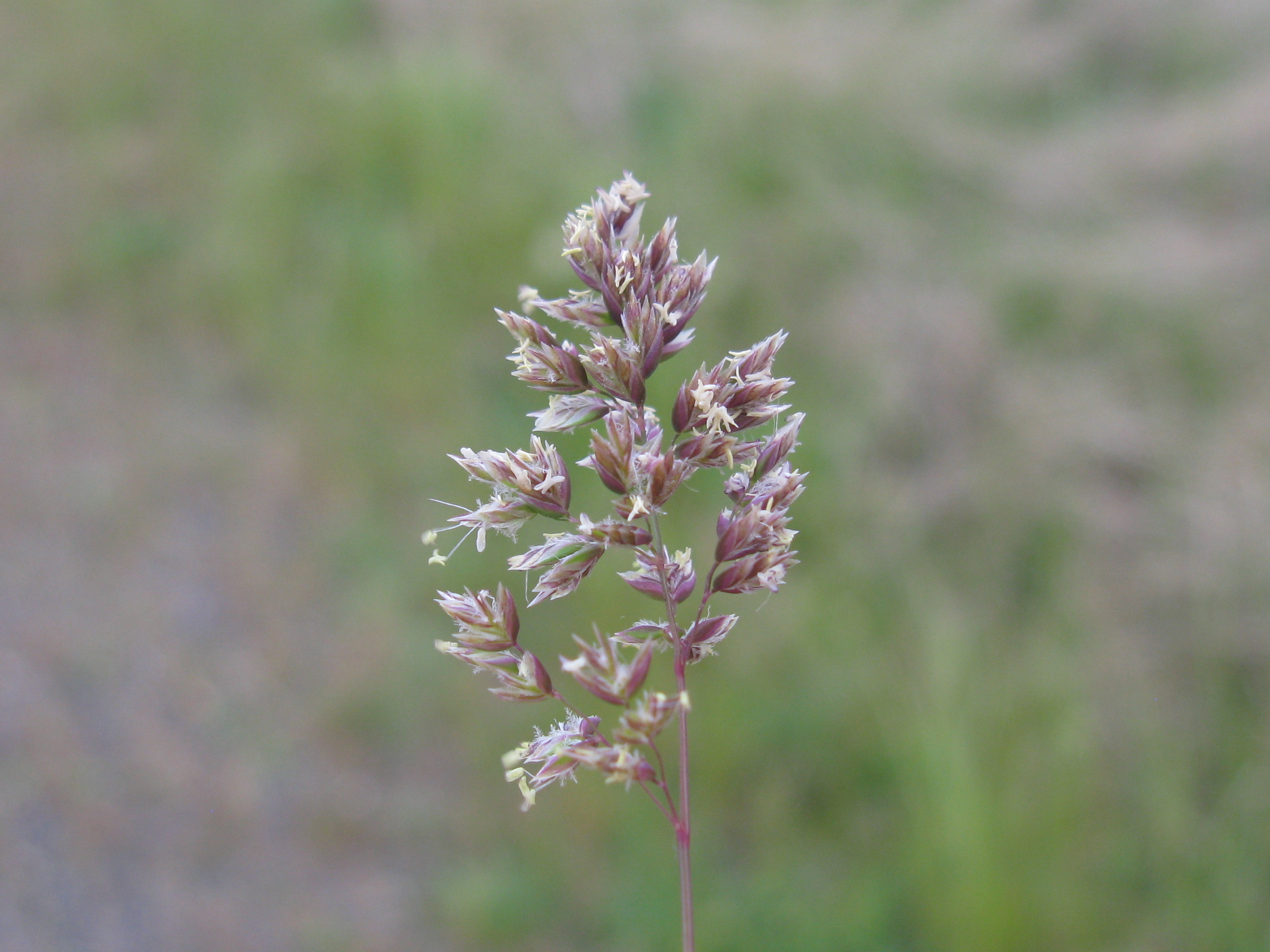
Kwiatostan

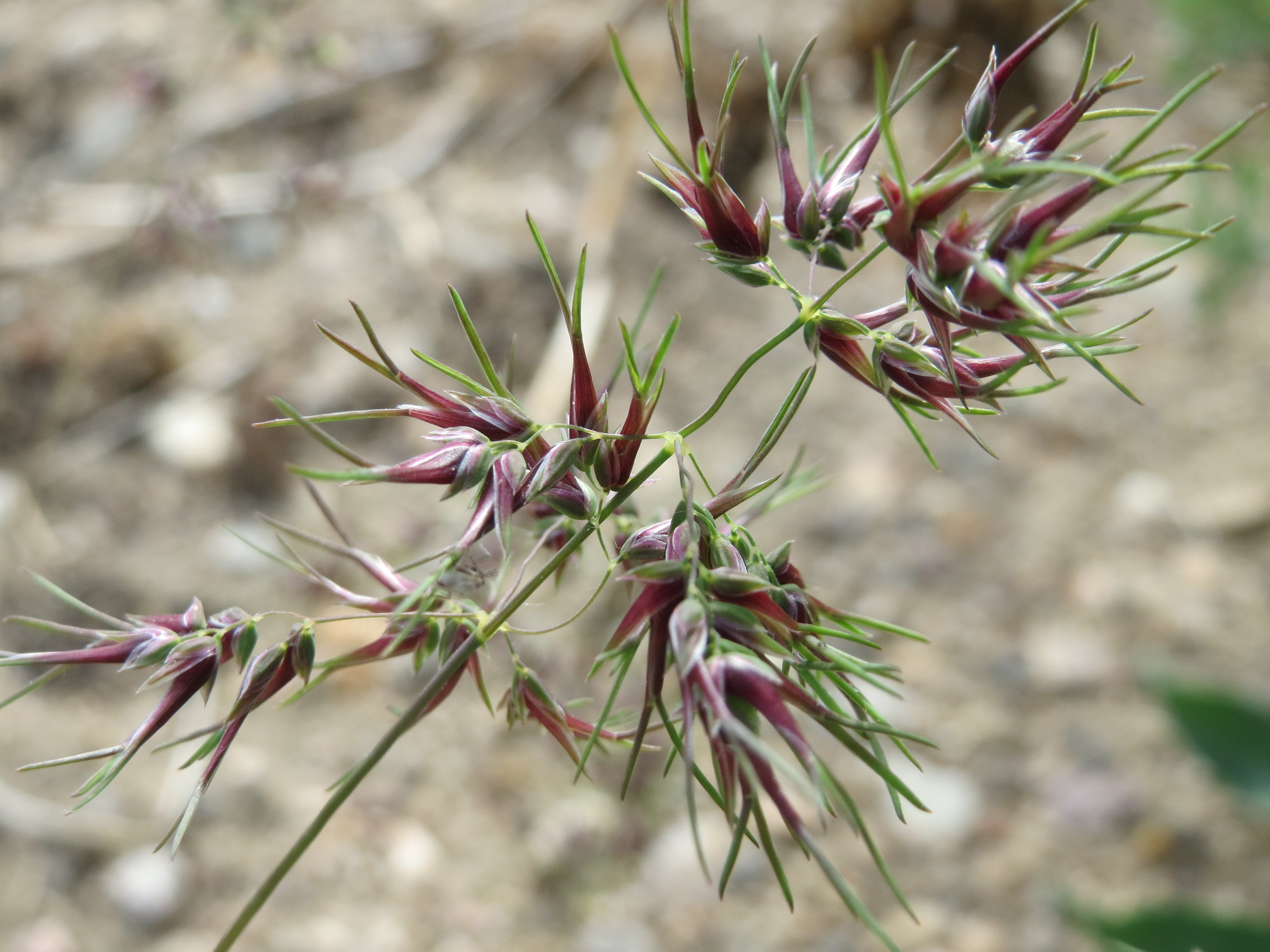
Kwiatostan formy żyworodnej

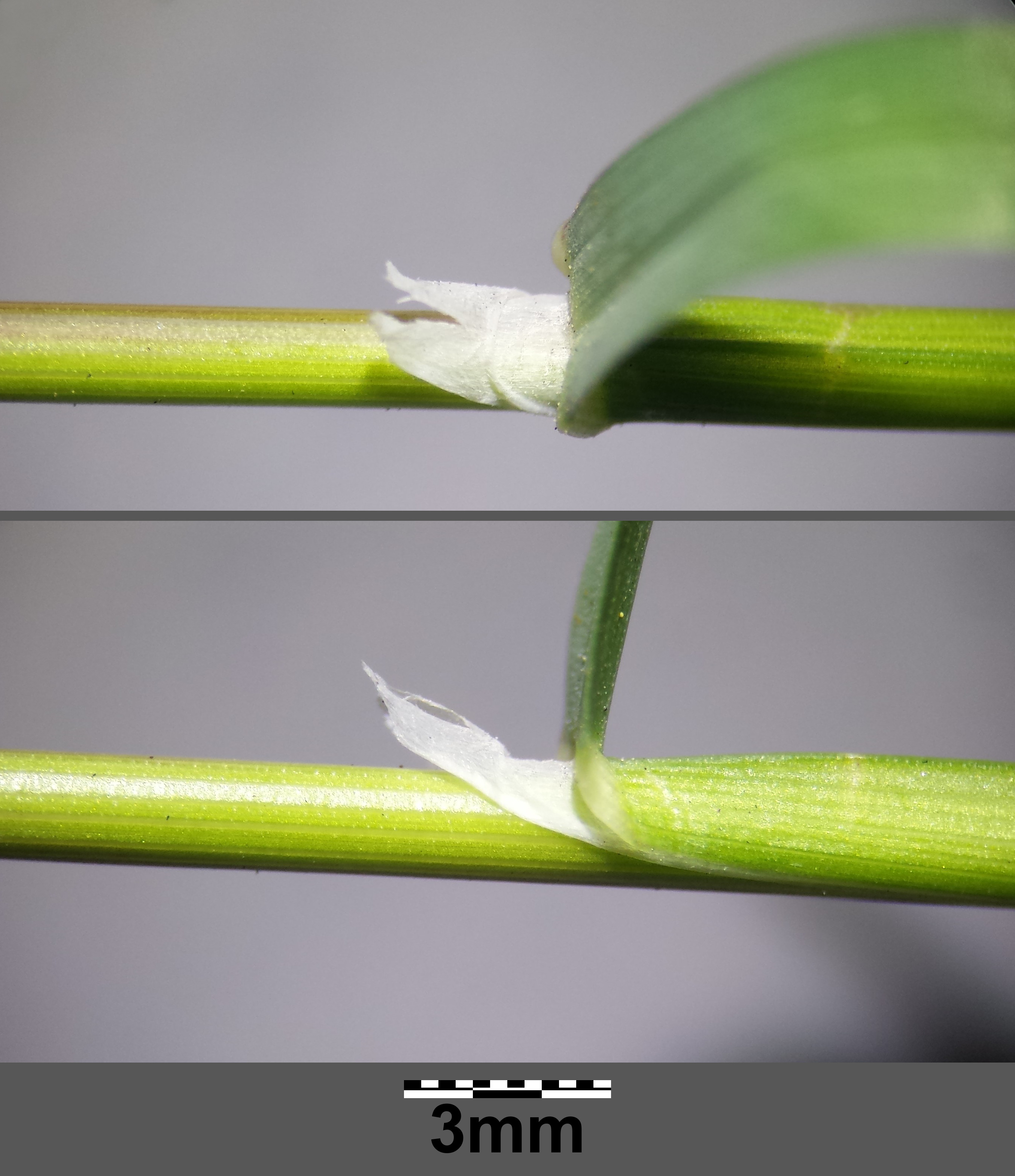
Języczek liściowy

PokrójTrawa gęstokępkowa, szarozielona.
Źdźbłagładkie, podzielone na 2-4 międzywęźla, prosto wzniesione, do 30 cm wysokości.
LiściePochwy liściowe gładkie, w dolnej części źdźbła czerwono nabiegłe. Języczki ostro zakończone do 4 mm długie. Blaszki liściowe na pędach wegetatywnych do 3 cm długości, szorstkie na brzegu, zakończone spiczasto. Na pędach generatywnych szydlaste, do 10 cm długości i tylko 1-2 mm szerokości.
KwiatyZebrane w wiechy do 5 (rzadko 8) cm długości z gałązkami wzniesionymi, szorstkimi.

## Biologia i ekologia
Występuje w formie żyworodnej i tworzy mieszańce spontaniczne z wiechliną roczną. Roślina światłolubna, o charakterze stepowym. Gatunek charakterystyczny dla muraw z klasy Festuco-Brometea.

## Zagrożenia i ochrona
Gatunek umieszczony na polskiej czerwonej liście w kategorii NT (bliski zagrożenia).